# Dansk Melodi Grand Prix 1995
Dansk Melodi Grand Prix 1995, officielt Musik Event '95 - Dansk Melodi Grand Prix, var en sangkonkurrence arrangeret af DR med det formål at finde den sang, der skulle repræsentere Danmark ved Eurovision Song Contest 1995. Efter Danmarks lave placering ved Eurovision Song Contest 1993 samt et generelt misforhold blandt befolkningen til konkurrencen valgte DR at promovere showet under navnet Musik Event 95. Værterne var Sidsel Agensø og Gry la Cour, og kapelmester var Frede Ewert.

## Deltagere
Der deltog 11 sange, mange af dem med nye ansigter i grandprix-sammenhæng. Alle komponister var blevet særligt indbudt af DR til at deltage, da man ikke ønskede at se de sædvanlige deltagere fra det foregående årti. Det var første gang siden Danmarks tilbagevenden til ESC i 1978, at Keld Heick ikke konkurrerede som tekstforfatter.
| Nr. | Sang                               | Solist             | Komponist(er)                            | Note  |
| 1   | "Hvis du bli'r ved"                | Johnny Jørgensen   | Morten Remar                             |       |
| 2   | "Fra Mols til Skagen"              | Aud Wilken         | Lise Cabble & Mette Mathiesen            | Top 5 |
| 3   | "Vi ses en dag"                    | Jacob Launbjerg    | Jascha Richter & Jacob Launbjerg         |       |
| 4   | "Stille krig"                      | Misen Larsen       | Michael Bruun & Anne Dorte Michelsen     |       |
| 5   | "Du kysser som en drøm"            | Ulla Henningsen    | Anne Linnet                              | Top 5 |
| 6   | "Venter det bedste"                | Søren Launbjerg    | Jan Rørdam & Alberte Winding             |       |
| 7   | "Jordisk kærlighed"                | Master Fatman      | Peter Biker & Elisabeth Gjerluff Nielsen | Top 5 |
| 8   | "Det blev os alligevel"            | Channe Nussbaum    | Klaus Kjellerup & Anne Dorte Michelsen   |       |
| 9   | "Europa"                           | Lars Muhl          | Lars Muhl                                | Top 5 |
| 10  | "Ingen gør mig ensom helt som dig" | Veronica Mortensen | Elisabeth Gjerluff Nielsen               | Top 5 |
| 11  | "Det dybe stille vand"             | Mads Nørregård     | Morten Kærså & Mads Nørregård            |       |

## Afstemning
Hvor vinderen i de fire foregående udgaver af Dansk Melodi Grand Prix blevet fundet ved telefonafstemning, blev vinderen af Musik Event '95 valgt af en fagjury.
I første afstemningsrunde kunne fagjuryen stemme på alle 11 sange. De fem sange, der sammenlagt fik flest point, gik videre til anden aftemningsrunde.
Fagjuryen bestod af Søs Fenger, Bent Fabricius-Bjerre, Dorte Hygum Sørensen, Sebastian og Monica Krog-Meyer.
| Nr. | Solist             | Sang                               | Søs Fenger | Bent Fabricius-Bjerre | Dorte Hygum | Sebastian | Monica Krog-Meyer | Total point | Placering |
| --- | ------------------ | ---------------------------------- | ---------- | --------------------- | ----------- | --------- | ----------------- | ----------- | --------- |
| 2.  | Aud Wilken         | "Fra Mols til Skagen"              | 12         | 10                    | 12          | 6         | 6                 | 46          | 1         |
| 5.  | Ulla Henningsen    | "Du kysser som en drøm"            | 5          | 12                    | 6           | 12        | 8                 | 43          | 3         |
| 7.  | Master Fatman      | "Jordisk kærlighed"                | 10         | 8                     | 8           | 5         | 10                | 41          | 4         |
| 9.  | Lars Muhl          | "Europa"                           | 8          | 7                     | 7           | 10        | 12                | 44          | 2         |
| 10. | Veronica Mortensen | "Ingen gør mig ensom helt som dig" | 8          | 6                     | 10          | 8         | 7                 | 39          | 5         |